# Добринські дуби
Добри́нські дуби́ — ботанічна пам'ятка природи місцевого значення в Україні. Об'єкт природно-заповідного фонду Житомирської області. 
Розташована в межах Хорошівського району Житомирської області, в селі Добринь (вул. К. Маркса, навпроти будинку № 5). 
Площа 0,05 га. Статус отриманий у 1998 році. Перебуває у віданні Добринської сільської ради. 
Статус надано для збереження двох екземплярів велетенських дубів черешчатих заввишки понад 20 м. та в обхваті 4—5 м. Дуби розташовані на колишньому козацькому цвинтарі.